# The Sky Moves Sideways
Albums de Porcupine Tree
Up the Downstair
(1993) Signify
(1996)
The Sky Moves Sideways est le troisième album studio du groupe britannique Porcupine Tree, sorti le 12 février 1995 sous le label Delerium Records.

## Liste des titres
| 1.    | The Sky Moves Sideways Phase One - I. The Colour of Air - II. I Find That I'm Not There - III. Wire the Drum - IV. Spiral Circus | 18:37 |
| 2.    | Dislocated Day | 5:24  |
| 3.    | The Moon Touches Your Shoulder                                                                                                   | 5:40  |
| 4.    | Prepare Yourself | 1:54  |
| 5.    | Moonloop | 17:05 |
| 6.    | The Sky Moves Sideways Phase Two - I. Is...Not - II. Off the Map                                                                 | 16:46 |
| 65:31 | |       |